# Ешеде
Ешеде (нім. Eschede) — громада в Німеччині, розташована в землі Нижня Саксонія. Входить до складу району Целле. Центр об'єднання громад Ешеде.
Площа — 195,87 км2. Населення становить 5752 ос. (станом на 31 грудня 2021).